# 黒姫童話館

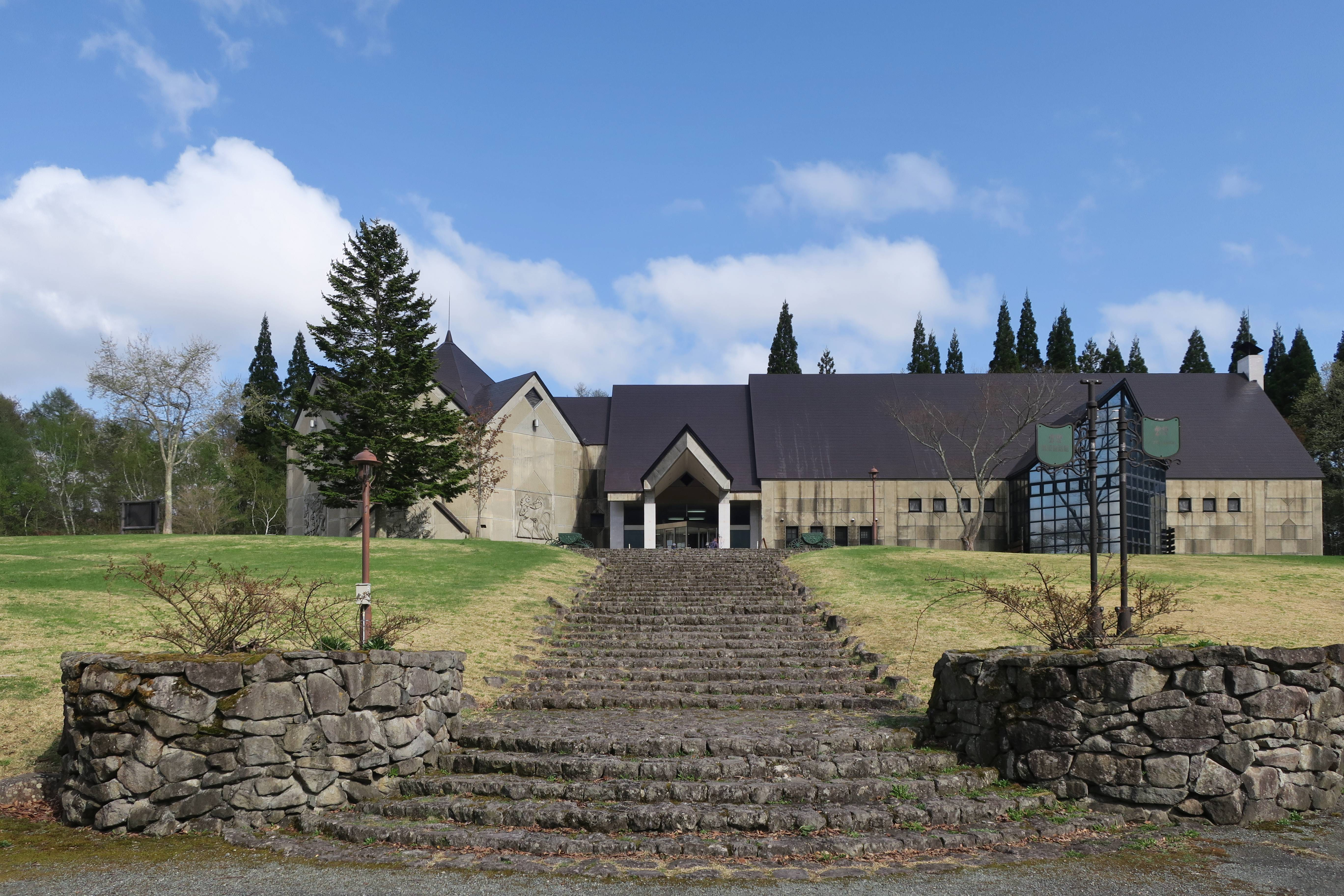
黒姫童話館

黒姫童話館 （くろひめどうわかん） は、長野県上水内郡信濃町の黒姫高原にある、信濃町立の世界の童話をテーマとする文学館。信州児童文学会の協力によって1991年（平成3年）にオープンした。

## 概要
代表作である『はてしない物語』や『モモ』を著作したドイツ人作家ミヒャエル・エンデの2000点を超える作品資料を本人寄贈により収蔵、世界で唯一常設展示している施設である。
館内にはエンデの作品の原稿や挿絵・下書きなどを中心に、世界の国々における作品の違いや各国の代表的な童話、日本の民話や長野県に伝わる昔話などが展示され、屋外にはいわさきちひろがアトリエとして使用していた黒姫山荘がいわさきちひろ記念事業団の協力により移設展示され、ちひろの当時の様子をうかがい知ることができる。
また、ちひろと同じく1980年（昭和55年）に黒姫高原にアトリエ山荘を築いたゆかりから、童話作家松谷みよ子の特別展示が行われ、2004年（平成16年）7月からは常設展示室がおかれている。
そのほか館内にはイベントホールが設けられ、児童文学者を招いての講演会や長野県を中心とした日本の民話の読み聞かせなどを不定期開催している。

## 歴代館長
- 高橋忠治（1991年 - 1998年）
- 羽生田敏（1998年 - 2007年）
- 寺島俊治（2007年 - 2011年）
- 和田登　（2011年 - 2017年）
- 北沢彰利（2017年-2022年)
- 山崎玲子（2022年-2025年）
- 依田秀人（2025年-）

## 施設
- 開館期間：4月5日 - 11月30日（黒姫山荘:4月中旬 - 11月第2日曜日）
- 冬期休館：12月1日 - 翌年4月4日
- 開館時間：9時 - 17時（黒姫山荘:9時 - 16時30分）
- 入館料：大人600円、小・中学生400円

## 周辺施設
- 童話の森ギャラリー - 黒姫童話館に隣接する美術館。主に信濃町ゆかりの画家・作家の作品を展示している。（吉崎正巳・松木重雄・大友康夫・桜井誠・北島新平）　また、手作り体験教室なども行っている。
- 癒しの森 - 黒姫山と童話館の間に位置する。黒姫童話館から童話の森コース遊歩道を行くと、御鹿池へと続く。春にはリュウキンカやコブシの花が咲き、秋には紅葉が楽しめる。
- 童話の森スノーウェーブ - 冬季営業のクロスカントリーコース場。
- 旬花咲く黒姫高原（旧黒姫高原コスモス園）[2] - 50種100万本を超えるコスモスを中心にあじさい、ダリア、芝桜など色とりどりの花々を育成展示する野外園。愛犬を連れて楽しめるようドッグランも備えている。
- 野尻湖

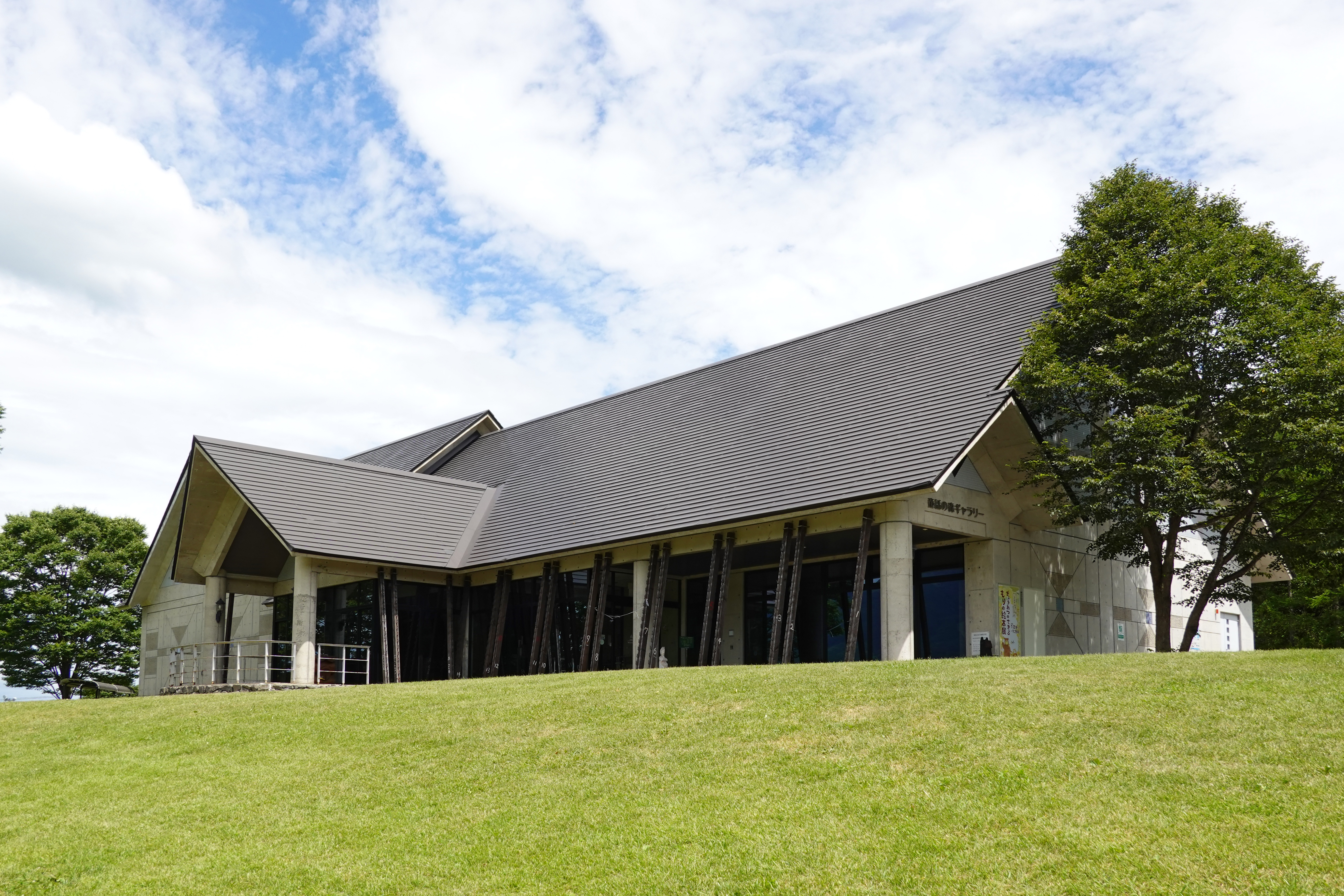
童話の森ギャラリー
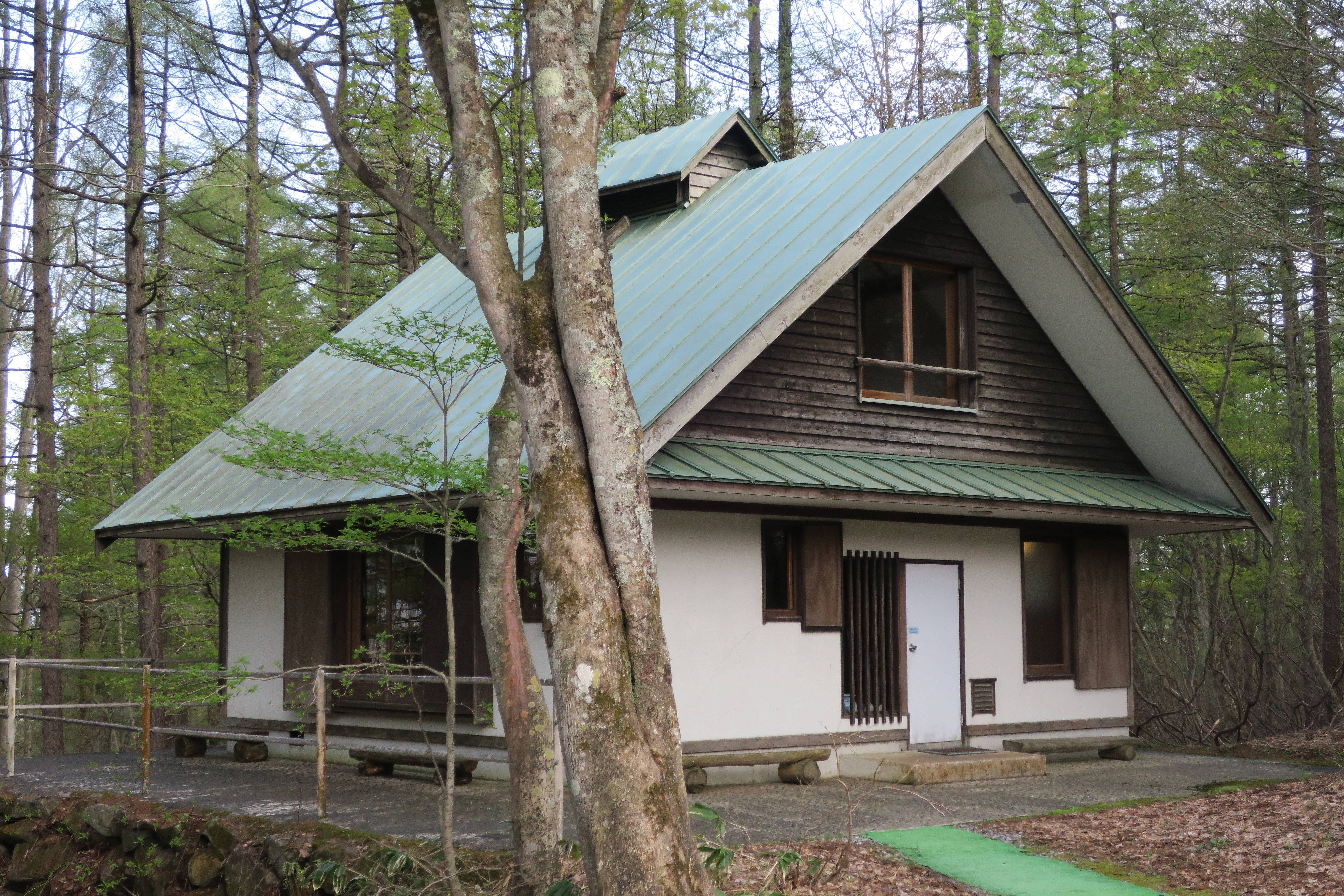
いわさきちひろ黒姫山荘
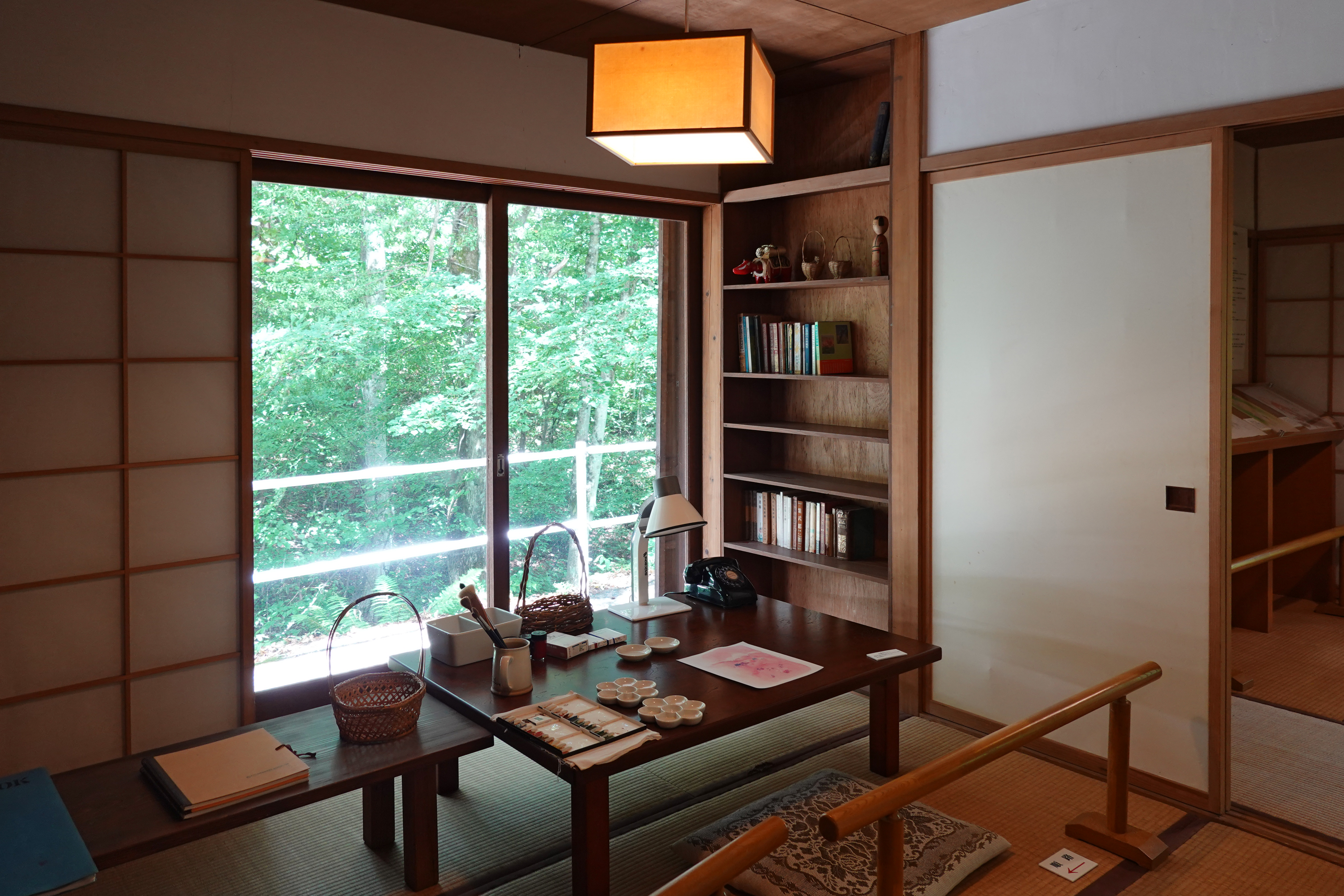
いわさきちひろ黒姫山荘のアトリエ
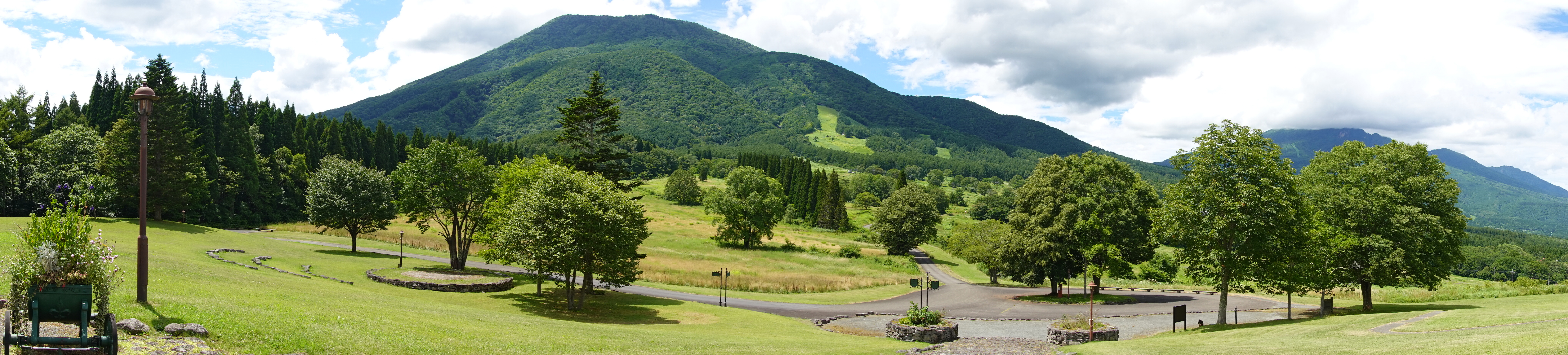
癒しの森